# Рекреатіву ду Селеш
Клубе Деспортіву Рекреатіву ду Селеш або просто «Рекреатіву ду Селеш» — професіональний ангольський футбольний клуб з селища Селеш, в провінції Південна Кванза.

## Історія клубу
Зараз команда виступає в Гіра Анголі. Оскільки їх домашній стадіон («Кампу да Мангейра») не відповідає вимогам Ангольської Федерації Футболу, команда змушена грати свої домашні матчі на стадіоні «Ештадіу Команданте Хойі Я Хенда» у столиці провінції Південна Кванза місті Сумбе.

## Досягнення
На даний момент команда не має вагомих досягнень в національних турнірах.

## Статистика виступів у національних чемпіонатах
| 2010 Серія B | 2014 Серія B |
|              |              |
|              |              |
|              |              |
| 4-те         |              |
|              | 5-те         |
|              |              |
|              |              |
|              |              |
|              |              |
|              |              |
|              |              |

## Відомі тренери
| Ернесту Кастанейра | (Jul 2014) | - |  |